# 竺覚暁
竺 覚暁（ちく かくぎょう、1942年5月6日 -2020年4月20日）は、日本の建築史学者。科学技術稀覯書研究家。金沢工業大学ライブラリセンター館長。同建築アーカイヴス研究所顧問。 

## 経歴
富山県立富山高等学校から工学院大学建築学科に進み、1966年に卒業。そのあと富山大学文理学部文学科で哲学を学び、1969年に卒業する。工学博士（東京大学）。
1971年に金沢工業大学助手となり、1981年に教授に就任した。以後同学で教職に就く傍ら、1985 - 1987年にはマサチューセッツ工科大学で国際問題研究センターおよび科学・技術・社会プログラム兼任客員研究員、1990 - 1991年にはアメリカ議会図書館の国際研究員を務めている。また学外では日本建築学会の理事を複数期務めたほか、野々市市情報交流館及び野々市市文化会館などの館長、国立近現代建築資料館運営委員会座長、建築空間デジタルアーカイヴス(DAAS)理事長、NPO建築文化継承機構理事などを務めた。

## 著書

### 自著
- The Dawn of Science and Technology KIT Press、1982年
- 『建築の誕生‐ギリシア・ローマ神殿建築の空間概念』中央公論美術出版、1995年
- 『世界を変えた書物』金沢工業大学ライブラリーセンター、1999年
- 『図説 世界を変えた書物 科学知の系譜』グラフィック社、2017年

### 訳書
ハンノ・ヴァルター・クルフト『建築論全史』（1・2）中央公論美術出版、2009・2010年